# Negeta deviridata
Negeta deviridata är en fjärilsart som beskrevs av Embrik Strand 1917. Negeta deviridata ingår i släktet Negeta och familjen trågspinnare. Inga underarter finns listade i Catalogue of Life.